# Cançoner
Un cançoner es una obra medieval a través del cual el género literario de la poesía trovadoresca se ha transmitido hasta la actualidad.
La poesía trobadoresca (un corpus de más de 2500 poesías de unos 450 trovadores y trobairitz) se ha conservado exclusivamente en cançoners, compilaciones de poesías datadas, casi todas, en los siglos XIII y XIV, y copiadas en Italia (más de la mitad), Cataluña (una decena), Occitania (una quinta parte) o el norte de Francia (unos 14).
No se conservan manuscritos de juglares ni, evidentemente, autógrafos. También hay algunos casos de poesías, o simplemente estrofas, que se han conservado como insertos en gramáticas o tratados poéticos. Otras poesías, normalmente fragmentos, se conservan en el interior del texto de las Vidas, también copiadas en los cançoners. Se conservan alrededor de un centenar de cançoners; pero algunos son sólo fragmentos de algunos folios que a veces los estudiosos no clasifican como un cançoner independiente sino que lo asocian a un cançoner al cual más se asemejan. Algunos conservan poesía trobadoresca junto con poesía francesa.
A los cançoners escritos sobre pergaminos se les dan siglas en letras mayúsculas y los escritos sobre papel, minúsculas. El sistema de siglas fue introducido por Karl Bartsch. A los cançoners descubiertos con posterioridad se les han dado siglas siguiendo con el orden alfabético o añadiendo letras adicionales en superíndice (como por ejemplo Sg o VeAg).

## Contenido
Habitualmente estos registros contienen copias de poesías ordenadas por géneros o por autores, aunque a veces varios cançoners atribuyen una misma poesía a varios trovadores, e incluso, puede pasar en el interior de solo uno.
Algunos incluyen Vidas, breves biografías de los trovadores, que a menudo se insertan encabezando la compilación de sus poesías o recogidas aparte. Y también razós, pequeños escritos que explican las circunstancias en que se escribió una poesía.
Otros cançoners incluyen miniaturas que retratan, evidentemente de manera no realista, a los trovadores y trobairitz. Las miniaturas a menudo representan algún aspecto mencionado en la vida del trovador; si la Vida dice que acabó sus días en un convento, se lo representa como monje; si decía que componía música, se lo representa con un instrumento, etc. Los cançoners A, H, Y, K contienen miniaturas junto a las Vidas de los trovadores. Otros como el C, E, M, N, R también contienen miniaturas pero sin una relación tan estrechada con la Vida y la selección de poesías de cada trovador.
Cuatro cançoners (G, R, W y X) han conservado, además, la notación musical de las piezas. En conjunto, se conservan 265 melodías de poesías trovadorescas, esto es, de una décima parte de todo el corpus trovadoresco.